# آکیرا تاکارادا
آکیرا تاکارادا (انگلیسی: Akira Takarada؛ زادهٔ ۲۹ آوریل ۱۹۳۴ – ١۴ مارس ٢٠٢٢) هنرپیشه اهل ژاپن بود. از فیلم‌هایی که وی در آن نقش داشته است، می‌توان به گودزیلا (۱۹۵۴) و گودزیلا (۲۰۱۴) اشاره کرد.